# إبراهيم حلمي باشا
إبراهيم حلمي باشا (بالتركية: İbrahim Hilmi Paşa)‏ كان الصدر الأعظم للدولة العثمانية في الفترة ما بين 13 أكتوبر 1806 حتى 3 يونيو 1807. تُوفي في 1825 بمدينة كوس.